# L'usignolo (film)
L'usignolo (The Humming Bird) è un film muto del 1924 diretto da Sidney Olcott e basato sul lavoro teatrale The Humming Bird di Maude Fulton.

## Trama
A Parigi, Toinette, alias The Humming Bird, è a capo di una banda di apache di Montmartre. Di lei si innamora il reporter Randall Carey. Quando scoppia la guerra, lui si arruola mentre Toinette spinge i suoi apache a combattere per la Francia. La donna, dopo essere stata arrestata, riesce a fuggire per andare a cercare Randall, che è rimasto gravemente ferito. Toinette, riunita all'amato, riceve la Croce di Guerra per meriti di guerra.

## Produzione
Il film fu prodotto dalla Famous Players-Lasky Corporation (Paramount Pictures) e girato negli studi Astoria di Long Island.

## Distribuzione
Il copyright del film, richiesto dalla Famous Players-Lasky Corp., fu registrato il 23 gennaio 1924 con il numero LP19848.
Distribuito dalla Paramount Pictures e presentato da Jesse L. Lasky e Adolph Zukor, il film uscì nelle sale cinematografiche USA il 13 gennaio 1924. In Italia, il film venne distribuito nel 1926 - visto nº23131 - con il titolo L'usignuolo o (titolo alternativo) Lupi di Montmartre.
Copia della pellicola viene conservata negli archivi della Library of Congress.